# 有機エレクトロルミネッセンス
有機エレクトロルミネッセンス（ゆうきエレクトロルミネッセンス、英語: organic electro-luminescence: OEL）、有機EL（）とは発光を伴う物理現象であり、その現象を利用した有機発光ダイオード（ゆうきはっこうダイオード、英: organic light-emitting diode: OLED）や発光ポリマー（はっこうポリマー、英: light-emitting polymer: LEP）とも呼ばれる製品一般も指す。
これらの発光素子は発光層が有機化合物から成る発光ダイオード (LED) を構成しており、有機化合物中に注入された電子と正孔の再結合によって生じた励起子（エキシトン）によって発光する。日本では慣習的に「有機EL」と呼ばれることが多い。次世代ディスプレイのほか、LED照明と同様に次世代照明技術としても期待されている。

## 歴史

### 発明
1950年代初頭、フランスのナンシー大学のアンドレ・ベルナノーゼらが有機ELを発見した。塩素酸マグネシウムまたはセロファンに有機染料を吸着させた素子に交流電場をかけて発光させた。
1960年にニューヨーク大学のマーティン・ポープらが、有機結晶へのオーミック暗電流注入電極接触を開発した。さらに、正孔および電子注入電極接触に必要なエネルギー要件（仕事関数）を示した。これらの接触は、現代のすべての有機ELデバイスにおける電荷注入の基礎となっている。また、63年には薄いアントラセン結晶（10～20 µm）に電極を付け 400Vもの大電圧をかけ初めて直流電流で発光させた。
1965年、ウルフギャング・ヘルフリックらはキャリア注入電極を工夫することで低仕事関数の液体電極を用いてホールと電子の注入効率を向上させ、アントラセン単結晶で初めて二重注入型結合電界ELを発光させた。これは現代の二重注入デバイスの先駆けである。また現在の重要な技術の一つである発光性不純物をドープした研究が、H.P. Schwobらによって報告された。彼らはアントラセンに1 ppmのテトラセンをドープし、アントラセンとテトラセンの両発光量が電流密度によって変わることを示した。しかしこの時点では結晶の厚さが数十μ~数mmと厚いため、発光には高電圧が必要だった。
そのため薄層化の研究が盛んに行われた。その中でも、イギリス国立物理学研究所のRoger Partridgeが1983年に報告した、ポリマーフィルムのELの初観測は現在につながる研究となった。

### 実用化
現在もっともよく用いられている有機EL積層機能分離型デバイス発光素子は1987年に米イーストマン・コダック社の鄧青雲、スティーヴン・ヴァン・スライクらによって発明された。このSH構造の有機EL素子の特性は、10 VのDC電圧で1000 cd/m2、1.5 lm/Wを達成し、従来の報告を大きく上回った。
ポリマーELの研究は、1990年にケンブリッジ大学キャヴェンディッシュ研究所のJ. H. Burroughesらにより、ポリ（p-フェニレンビニレン）の厚さ100 nm のフィルムを使用した高効率な緑色発光ポリマーベースのデバイスが報告されて最高潮に達した。分子材料から高分子材料への移行により、これまでの有機膜の長期安定性の問題が解決され、高品質な膜を容易に作ることが可能になった。その後の研究では、多層ポリマーが開発され、プラスチックELや有機ELの研究・デバイス化という新しい分野が急速に発展していった。1995年に山形大学の城戸淳二らが開発した白色有機ELは、有機ELバックライトディスプレイや照明の実用化を実現した。

### 商業化
コダックと三洋電機は1999年に有機ELディスプレイの共同研究・開発・生産で提携した。同年9月には、世界初の2.4インチのアクティブ・マトリクス型フルカラー有機ELディスプレイを発表した。2002年9月には、CEATECでカラーフィルター付き白色有機ELをベースにした15インチHDTVフォーマットのディスプレイの試作機を発表した。
低分子有機ELの製造は、1997年にパイオニアが開始し、2001年にTDK、2002年には後に世界最大の有機ELディスプレイメーカーとして市場拡大に大きく貢献するサムスンディスプレイとなるSamsung-NEC Mobile Display(SNMD)も参入した。
2007年に発売されたソニーのXEL-1は、初の有機ELテレビとなった。
2017年12月5日には、ソニーとパナソニックの印刷可能な有機EL事業部門を継承するJOLEDが、世界で初めてインクジェット印刷された有機ELパネルの商業出荷を開始した。
有機EL材料会社の一つであるユニバーサル・ディスプレイは、工場こそ持っていないが、世界の大手有機ELメーカーが採用している有機ELの製品化に関する特許を多数保有していることで莫大な利益をあげている。

## 有機ELの発光原理
陰極および陽極に電圧をかけることにより各々から電子と正孔を注入する。注入された電子と正孔がそれぞれの電子輸送層・正孔輸送層を通過し、発光層で結合する。
結合によるエネルギーで発光層の発光材料が励起される。その励起状態から再び基底状態に戻る際に光を発生する。励起状態（一重項）からそのまま基底状態に戻る発光が蛍光であり、一重項状態からややエネルギー準位の低い三重項状態を経由し基底状態に戻る際の発光を利用すれば燐光である。励起しても光に上手く利用できないエネルギーは無放射失活（熱失活）する。
陰極にはアルミニウムや銀・マグネシウム合金、カルシウム等の金属薄膜を、陽極には酸化インジウムスズと呼ばれる透明な金属薄膜を使う。発生した光は反射面で反射され、透明電極と基板（ガラス板やプラスチック板など）を透過する。

## 発光材料
有機EL素子材料にはさまざまな材料が試されてきた。それらは大きく高分子と低分子のどちらかに分けられる。ポリマー状の分子を用いたものが高分子材料であり、それ以外の分子を用いたものが低分子材料である。
さらに発光層では蛍光材料と燐光材料に分けられる。低分子材料を用いた有機EL素子は、必然的に発光のために層構造が多層化し、少なくともホール輸送層・発光層・電子輸送層から構成される。この場合の多層構造は精密に厚みが制御された薄膜である必要があるため、一般に真空蒸着が必要となる。
高分子材料を用いた有機EL素子は、輸送層や発光層などの精密な多層構造を必要とせず、各層の機能を兼ね備えた1種類の有機物を1層だけ用いる。このため、印刷などの方法が利用できる。
蛍光材料
前述一重項発光を利用した材料で、光の三原色となる赤・緑・青色ともコスト・寿命・耐久性・成膜性に充分な要件を持った材料がそろっている。
白色有機EL（英: White OLED: WOLED）は山形大学の城戸淳二の研究室によって1993年に発見された。有機ELの照明と大型ディスプレイパネルは白色有機ELによって実用化が可能になった。
燐光材料
前述の三重項発光を利用した材料であり、原理的に蛍光材料よりはるかに発光効率がよい。しかし燐光材料は寿命、電流増加時の効率低下(三重項-三重項消滅)、精製の困難さ、熱耐性など問題があったが、現在は赤や緑などの材料が実用化され普及している。
青色はまだ十分な特性を持つ材料が開発されておらず、実用化には至っていない。各社がこの青色燐光材料の開発競争を続けている状況である（2016年現在）。
低分子材料
低分子材料では主に真空蒸着を使用し、有機材料の薄膜化・積層化が可能なメリットを生かしてデバイスを作成している。高分子材料と比したとき、低分子材料の欠点として製造技術が挙げられる。デバイスにする際、薄膜製造（後述）には透明のガラス基板やプラスチック基板に蒸着させる方法が一般的である。しかし通常のシャドウマスクを用いた色分け成膜技術はシャドウマスクの精度、熱膨張の観点から大型化が困難である。現状の有機ELディスプレイが小型のものに限られるのはそのためである（2008年段階）。この問題を解決するために様々な手法が提案されている（「解像度」の項を参照）。印刷技術に対応するため可溶性を持たせた低分子材料も研究開発が行われている。
高分子材料
高分子材料はそれをインクとした印刷技術の応用により大量・安価・大型の有機ELデバイスが容易に生産できると言われ、次世代の材料として日本国内の大手印刷会社・化学企業・電気家電メーカー等で研究開発が続けられている。しかし高分子材料で有機EL素子を作成する場合、層間の材料同士が溶解しやすく有機ELに不可欠な後述のヘテロ構造を持たせることが非常に困難である。そのため単層ないし少数の層の素子構造しかできず、多くの機能（各層の機能）をこれら単数または少数の層や材料に持たせる必要がある。したがって高分子材料の分子設計への要求は低分子材料のそれに比べて非常に高い。

## 製膜技術
真空蒸着法
真空蒸着法は、主に低分子化合物を材料とする有機EL素子の薄膜を製造する際に用いる技術である。真空のチャンバー内で、原料化合物を加熱し蒸発させる。すると真空チャンバー内に置かれた基板の上に、化合物が薄く（数nm-数百nm）蒸着される。赤、緑、青と塗り分ける際はスリットを用いる。前節の通りスリットを用いる製造法では製造基板の大型化は困難であるが現在ほとんどの有機EL商品が真空蒸着法で製造されている。
印刷技術法
インクジェット技術などの印刷技術を利用し、インク状にした有機EL材料を基板上で薄膜にし素子を作成する技術。大型ディスプレイの製造に有用であるが前述のとおり高分子材料の開発が難航し、中型の量産ラインが2019年11月にようやく稼働したばかりである。

## 有機ELディスプレイ
以下では有機ELディスプレイについて解説する。単に「有機EL」といった場合、有機ELディスプレイを指すことも多い。駆動方式によりアクティブマトリクス型（AM-OLED、アモレッド）とパッシブマトリクス型（PM-OLED）に大別される。

### 構造
有機ELディスプレイは、各画素ごとに発光素子が構成されている。その発光素子は金属等の陰電極 / 電子注入層 / 電子輸送層 / 発光層 / 正孔輸送層 / 正孔注入層 / ITO等の陽電極そしてガラス板や透明のプラスチック板などの基板よりなる。
こうしたサンドイッチ状の構造はヘテロ構造と呼ばれ、電子と正孔をそれぞれ別の層に閉じ込めることによって効率的な反応を起こすことができる。各層の材料にはジアミン、アントラセン、金属錯体などの有機物が使用されている。
電極間の各層の厚さは数nmから数百nmであり、全体で1μm以下程度の厚さしかない。また基板もフレキシブルなプラスチック等を利用することにより、フレキシブル（曲げられる）ディスプレイや照明の製造も可能である。

### 駆動方式

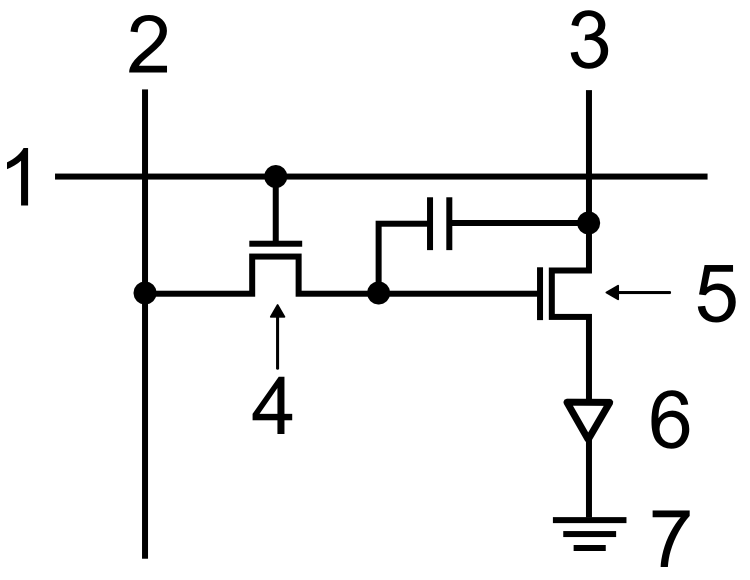
有機EL表示素子（TFT）の画素1セルの回路
1.ゲート線 2.信号線 3.電源線 4.スイッチング用TFT 5.駆動用TFT 6.有機LE素子 7.接地線

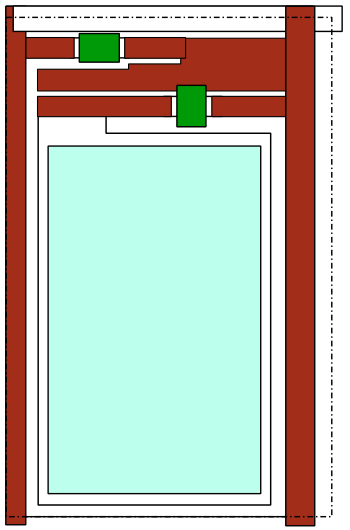
有機EL表示素子（TFT）の画素1セルの配置例

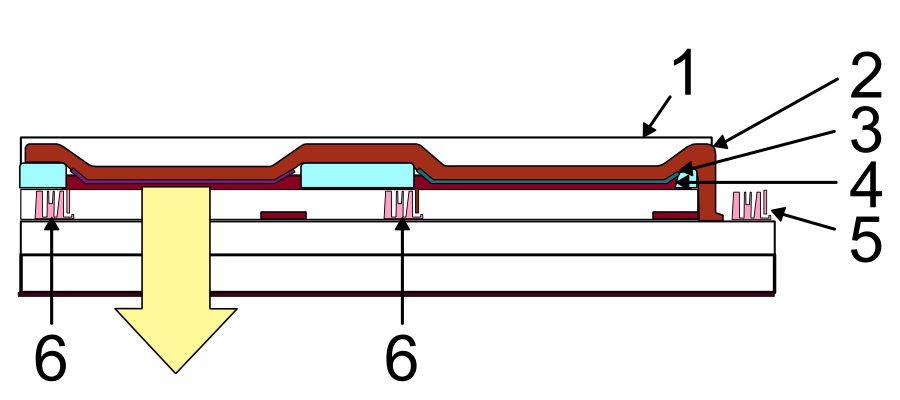
有機EL表示素子（TFT）の横断面概略（ボトム・エミッション型）
1.封止層 2.負極 3.有機半導体 4.正極 5.直流駆動回路 6.TFT

液晶ディスプレイと同様、ドットマトリクス表示の多数の画素にそれぞれ電極の配線をしようとしても基板周縁部にすべての端子が取り出せなくなることからTFT（薄膜トランジスタ）などのアクティブ素子を各画素に配置して駆動するか（アクティブ・マトリクス駆動）直交させたストライプ電極にタイミングを合わせて電流を流すことでその交点の各画素を順次駆動するか（パッシブ・マトリクス駆動）のどちらかの駆動方式が使われる。なお、駆動方式に関する特許出願動向が「有機EL表示装置の駆動技術」として特許庁より公表されている。

#### パッシブ・マトリクス
パッシブ・マトリクス駆動は構造は単純だが瞬間的に光らせるのは1ラインであるため、その瞬間の発光輝度を大きくしている。よって素子の寿命が短くなってしまう欠点がある。また、パッシブ方式では（単純マトリクス駆動の液晶ディスプレイと同様）クロストークによる画質低下が問題になる。液晶ではSTN型がパッシブ・マトリクスに対応する。

#### アクティブ・マトリクス

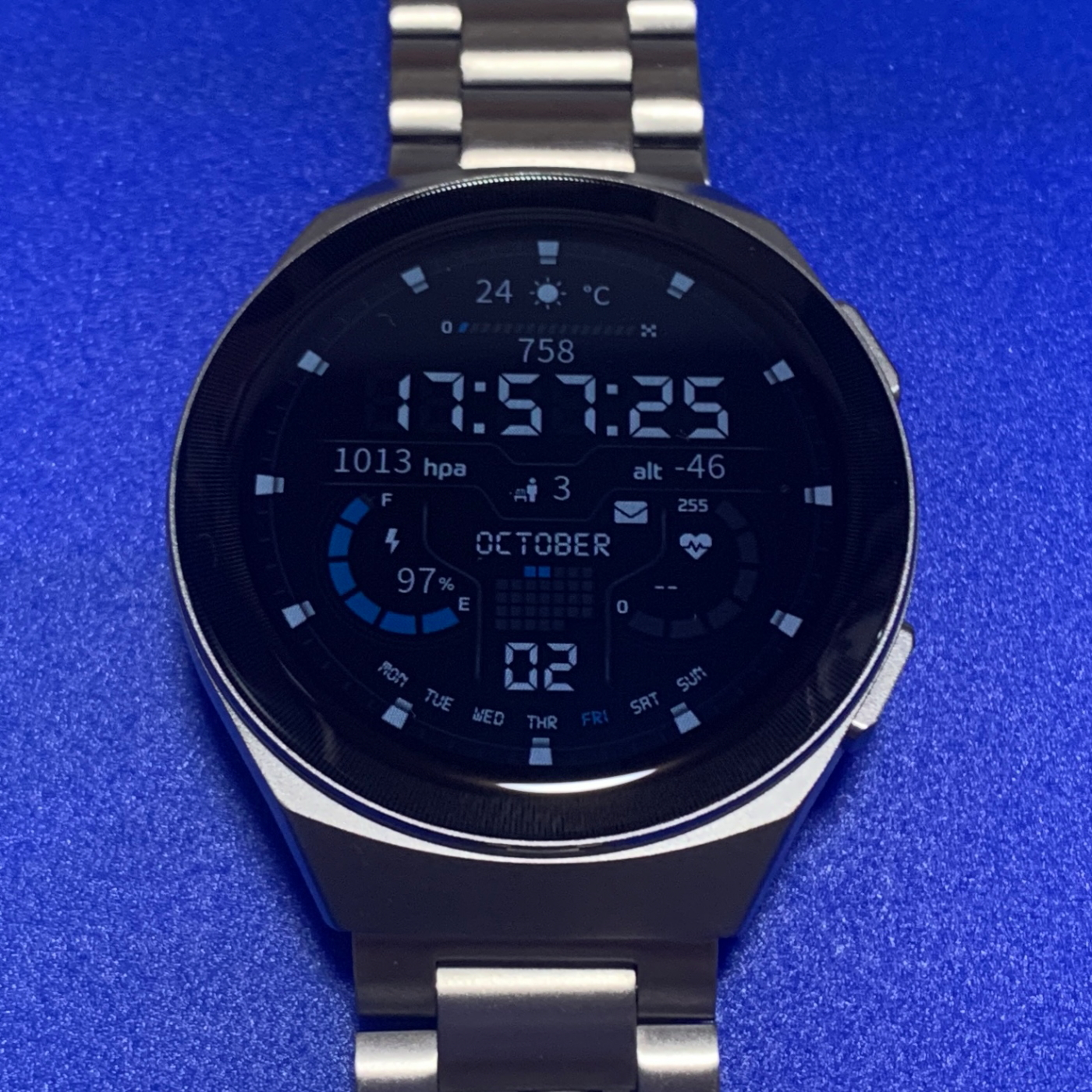
アクティブマトリクス式のスマートウォッチ

パッシブ・マトリクス駆動の欠点は大型化でより深刻になるため、大型パネルにはアクティブ・マトリクス駆動が採用される傾向にある。しかし、同様の事情がある液晶ディスプレイより複雑な回路を組み込む必要がある場合が多い。液晶では、TFT型がアクティブ・マトリクスに対応する。
TFTにアモルファス・シリコンを使用すれば画素ごとのバラツキが少なくなるが、経年変化が大きくなる。低温多結晶シリコンを使用すれば、経年変化が小さくてすむかわりに画素ごとのバラツキが大きくなる。いずれのTFTにおいても画素ごとのバラツキを補正する回路を付加すればよいが、TFTが増えると量産がしやすいボトム・エミッション型（発光面がTFT回路面を通過することになる）のままでは開口率が低下するので、発光面が逆のトップ・エミッション型が検討される。

### カラー化方式
有機ELディスプレイのカラー化方式には、RGB3色塗り分け方式・カラーフィルター方式・色変換方式の3種類がある。
RGB3色塗り分け方式
赤色・緑色・青色の発光層をそれぞれ用いる方式。色純度を向上させるため、カラーフィルターを併用する場合もある。
カラーフィルター方式
白色発光層を用い、液晶ディスプレイと同様にカラーフィルターを通すことで赤色・緑色・青色を得る方式。発光層が単色であるため塗り分け方式と比べて製造が容易であり、カラーフィルターには液晶ディスプレイの製造技術を応用できるため、テレビ用途等大型化に適している。⇒大型化参照。
色変換方式（量子ドット方式）
青色発光層を用い、その発光の一部を色変換層へ通すことにより赤色・緑色を得る方式。波長の短い色への色変換は困難であり、また青色材料の開発も赤・緑に比べ難しく十分な材料も乏しいため、以前ではほとんど使われていない方式であったが、量子ドット技術の進歩により、マイクロLEDと並んで次世代ディスプレイとして注目されるようになった。また、青色LEDに希土類錯体などの色変換材料を組み合わせた白色照明の開発も行われている。

### 特徴
有機ELのディスプレイとしての特徴は、実用化が進んでいる液晶ディスプレイやプラズマディスプレイなどとの対比で語られることが多い。
応答速度
液晶ディスプレイでは液晶の分子の方向を変えることで輝度を変えているため、応答速度が鈍く動画再生などで問題になる。それに対し有機ELは励起子の寿命が非常に短く電流を変化させれば輝度が瞬時に変化するので、非常に応答速度が速い。また液晶ディスプレイでは応答速度が環境温度に依存し、低温では応答速度がさらに鈍くなる。しかし有機ELディスプレイでは低温でも応答速度は変わらない。
視野角
液晶のような見る方向によって階調が反転してしまうという現象がなく、またコントラストの低下も低く視野角は180度に限りなく近い。プリズムシートで集光して表面輝度を向上させている液晶ディスプレイとは異なりランバート分布に近い発光分布を持つが、マイクロキャビティー効果を用いることで集光させることも可能である。ただし、注意深く設計されていない場合には色調が観察方向に依存してしまう。
解像度
蒸着でのメタルマスクによるRGB塗り分けでは解像度がシャドウマスクの精度および蒸着時の変形などにより制限され、当初は解像度は200ppiから300ppiが上限であるとされ、代替法が多数提案された。レーザー熱転写方式(LITI法：3M）やレーザー再蒸着方式であるRIST法（コダック）や、ドナーシートの材質の違うLIPS法（ソニー）といったシャドウマスクの制限を伴わない技術が開発された。しかしながら、どれも原理的に非常に高コストであり、モバイルディスプレイの分野ではサムスンディスプレイが、一時はレーザー熱転写の導入を検討したものの、メタルマスクによる蒸着での解像度の向上を続け、現在ではペンタイルやダイアモンドピクセルなどの技術と合わせて500ppiを超える製品を量産している。さらに、蒸着でのメタルマスクによる制限を緩和できる白色有機ELにカラーフィルターを用いた方式では300ppiを超える試作品が多く発表され、カラーで1000ppiを超えるものも発表されている。このように蒸着法の技術の進歩によりいまだ蒸着法に代わるものは実用化されていない。低コストの見込める印刷法では当初は上限が150ppi程度とされていたが、こちらも実用化はされていないものの、2014年現在蒸着法にせまる解像度を実現する製法がいくつか発表されている。また画素には液晶の場合1個以上、有機ELの場合2個以上のTFTが必要であるため高解像度ディスプレイの場合には制約となりうるが、トップエミッションなどが開発されている。
駆動電圧・消費電力・発光効率
プラズマディスプレイのような放電発光ではなく有機半導体内の励起子により発光するので、発光そのものに必要な電圧も数V程度と低い。また有機ELの発光効率も近年飛躍的に向上している。さらに発光材料として蛍光材料が広く用いられているが、原理的に効率の高い燐光材料の開発が進んでおり、さらなる高効率化が期待できる。消費電力の面では、液晶も低消費電力化が進んでいるため、一般的な利用場面では液晶にはかなわないが、黒、暗い色が多い状況では有機ELのほうが有利である。
 色純度・色再現性
液晶は動作原理上、パネル面からバックライトの光が漏れるために、例えば光の三原色のR(赤)だけで階調表現をしようとすると、暗部ではG(緑)とB(青)からの光も入り込んでしまい色純度が落ちる欠点があるが、有機ELは素子の自発光である事から、不要な色の発光を完全に止める事ができるので、暗部の階調表現でも高い色純度を維持できる。
また、色再現性や発色性にも優れており、Adobe RGB比はサムスンの「GALAXY Tab S」で約94%、デルの4K有機ELディスプレイ「UltraSharp 30 OLED」で100%となっている。但し、白色有機EL＋カラーフィルター方式では、液晶と同じカラーフィルターによる発色のため、RGB3色塗り分け方式よりも色域が狭く、色再現性も劣る。
コントラスト比
前述の通り有機ELは素子の自発光のため、発光を止めることで黒が明確に表現でき、測定が困難なほどの高コントラスト比を達成できる。液晶テレビは1000:1程度に対し、ソニーの有機ELテレビはXEL-1のコントラスト比が100万:1と公称。
但し、屋外の太陽光などが入り込む状況では、液晶と比較してもコントラスト・視認性が大きく落ちるため、モバイル機器用途などにおける課題となっている（液晶としてはモバイルASV液晶などが半透過型パネルとなっており、屋外でも比較的高い視認性を維持できる）が、近年はディスプレイの輝度の向上により、その課題も改善されつつある。
磁気の影響
ブラウン管とは異なり、磁気の影響を受けない。
サイズ
ガラス基板2枚ではさみ込む構造の液晶と違い基板は1枚であり、加えてバックライトが不要であるために薄型化が可能とされる。発光層の保護のための封止層が課題であるが、無機および有機の薄膜を用いたベタ封止方式が開発されている。
フレキシブル
プラスチックなどの基板を使った、柔らかくて折り曲げることができるディスプレイの試作品が発表されている。しかしプラスチックシートやステンレスシートを基板に使用すると酸素などを透過して発光体を劣化させ寿命を短くしてしまうため、製品化にはフレキシブルな封止層あるいは封止などの本来不要な技術が必要となる。
寿命
発光体の有機物は通電および酸素や湿気の影響により徐々に劣化して輝度が低下する。この問題は発光体の研究と空気から遮断する封止技術により急速に改善されてきており、最新の各社製品では50,000時間以上といったモバイル機器には十分な寿命を確保できる水準に達してきている。ただし各社発表の公称寿命と実測寿命との乖離が指摘されており、実際には問題が見受けられた。
2014年現在では発光材料の寿命は青以外では燐光を用いても十分なものが確保されている。
蒸着に比べて寿命が短いとされる可溶性材料についても、2011年11月には住友化学が寿命について「必要な水準を達成できた」と量産の発表するなど、実用化にめどがついている。
コスト
原理的には液晶ディスプレイより単純な構造が可能であるため、液晶ディスプレイより製造コストが下がることが期待されている。

### 大型化
大型化するとドット落ちや全体の均質化などの問題により、歩留まりが悪化する。また、大型化で課題の多いパッシブ駆動を避けてアクティブ駆動を採用するためには多数の製造技術と大きな設備投資が必要になる。液晶の大型化と同様、着実な不良原因の解析と対策が必要になると思われる。発光層の膜厚はTFT薄膜デバイスより薄いため、パーティクルの削減が重要な課題の1つである。現在はアクティブ駆動用バックプレーンとして低温多結晶シリコン（ポリシリコン、LTPSとも言われる）が製品として用いられているが、低コスト化・大画面化のためにアモルファスシリコンや微結晶シリコン等の代替技術を用いた方法が提唱されている。2011年現在、酸化物半導体（IGZOなど）を用いたTFTの採用が期待されている。2013年に販売を開始したLGの大型有機ELテレビでは酸化物半導体バックプレーン、白色有機EL＋カラーフィルター方式を採用し歩留まりを改善、低コスト化を実現している。対するサムスンでは同じく2013年に、LTPSにFMM（メタルマスク）によるRGB塗り分け方式を採用した大型テレビを発売するものの、歩留まりなどの問題をなかなか改善できず、2014年に販売を凍結していたが、2022年に同社は量子ドット＋カラーフィルター方式の大型有機ELテレビを発売し、歩留まりなどの問題を徐々に改善して、実用化に成功している。
画面の大型化に伴って画素サイズが大きくなると肉眼で単独の画素が見えてしまうという問題解決のために、さらに800万画素（4,096×2,160）程度の高解像度が求められるようになっている。これによって、各画素に与えられる駆動時間の減少とRC（抵抗と容量成分）による信号の立ち上がり遅延が新たな解決すべき課題となっている。
また大型化に伴う欠陥増加を回避するために、白発光+カラーフィルタ法が大型テレビ製品には使われている。カラーフィルタの光吸収による消費電力増加、色再現域減少を解決するために、高視感度スペクトルを持つOLED素子と画像色統計を考慮に入れた設計によって100%NTSC色再現を低消費電力で実現する方法が提案され主流となっている。

### 現在の動向
有機ELディスプレイは液晶ディスプレイに代わる次世代の薄型ディスプレイとして2010年代より普及が始まり、2015年の市場規模は130億ドルとなった。2017年にはスマホ向けディスプレイ市場においてAMOLED（有機EL）の売り上げがLTPS LCD（液晶）を上回り（IHS Markit調べ）、2018年第3四半期には61%に達するなど、液晶ディスプレイから有機ELディスプレイへの移行が進んでいるが、2018年の段階では液晶よりも有機ELの方が2倍ほど高価なこともあり、有機ELと液晶は2020年以降まで共存するとみられている。
なお、有機ELディスプレイの「次世代ディスプレイ」とされるミニLEDディスプレイ、マイクロLEDディスプレイ、量子ドットディスプレイなどの開発を行っている大手パネルメーカもいくつかある。これらは2020年代以降の普及が予定されているものの、2010年代の時点では量産技術が確立しておらず極めて高価なため、有機ELディスプレイとは競合していない。
2025年2月、Appleは、iPhone SE (第3世代)までで液晶ディスプレイを廃止し、iPhoneシリーズは完全に有機ELディスプレイへ移行した。

#### 分野別
スマートフォンなどの小型端末向けの有機ELディスプレイは、サムスンディスプレイのシェアが2018年時点で93.5%と、ほぼ独占している。2位以下の韓国のLG、中国の維信諾、和輝光電などは、量産に成功したのが2017年以降であるため、未だ数%のシェアしかないが、徐々にシェアを拡大している。
テレビ向けの大型パネルは、2021年まで、LGが唯一量産に成功し、2023年現在も大型有機ELディスプレイ市場を独占しており、2017年以降は複数の日本メーカーにも外販を始め、有機ELテレビが日本の各社から発売されている。また、サムスンディスプレイも2022年以降、大型有機ELディスプレイの量産に本格的に成功し、2023年現在は日本のソニーとアメリカのデルに外販している。京東方・南京パンダ・華星光電・恵科電子といった中国大手パネルメーカーも2019年以降に大型パネルの量産を開始する見込みとしているが、いまだ量産できていない。2017年には1500ドル以上の高価格帯のテレビは有機ELが主流となったが、大型パネルを製造できるのは2021年まではLGのみだったということもあってコストダウンがあまり進んでおらず、1000ドル前後の普及帯テレビが有機ELに置き換わるのはまだ先とみられている。
ゲーミングディスプレイや医療機器向けの中型パネルについては、サムスンがノートPC向けに2019年より生産している。また、日本のJOLED（ジャパンディスプレイの関連会社）が2017年にサンプル生産を開始し、2020年の量産を目指していた。いずれもごく少数の生産で、著しく高価である。こうした背景からJOLEDは，2023年3月27日に，東京地方裁判所へ民事再生手続き開始を申し立てた。負債総額は，337億円であった。2019年時点で大型パネルを量産している唯一のメーカーであるLGは、当然中型パネルも量産できるはずであるが、大型パネルを作った方が儲かるので生産しないのだろうと推測されている。
車載向けパネルについては、焼き付きを防ぐなど技術的な課題が多いため採用が進んでいなかったが、2017年にアウディが発表したアウディ・A8に量産車としては史上初めて有機ELが採用された。2018年現在は、アウディに有機ELパネルを供給したサムスンの他、LGなども車載向け有機ELパネルを供給している。

#### 国別
韓国メーカーでは、小型有機ELパネル世界最大手のサムスン電子と、大型有機ELパネル世界最大手のLG電子が有機ELパネルを量産している。これは、それぞれにサムスンの技術が携帯電話向けを開発していたNECの技術を、LGのはWOLEDを用いてテレビ向けを想定していたコダックと三洋のものを元にしていたためである。サムスン電子は当時は大型有機ELパネルの量産に失敗したため、マイクロLEDや量子ドットなどの有機ELの次世代ディスプレイによって巻き返す方針で、2014年に大型有機ELディスプレイの製造から撤退してたが、2022年より量子ドット方式(QD-OLED)の大型有機ELディスプレイの開発・量産に成功し、8年ぶりに大型有機ELディスプレイの製造を再開した。
中国メーカーでは、2010年代から各パネルメーカーによる大規模な投資が続いており、2017年に京東方が中国メーカーとして初めて量産を開始して以降、2018年には天馬微電子、国顕光電（Visionoxの傘下）、和輝光電など他の多くのパメルメーカーも量産を開始した。しかし2018年現在、有機EL専業メーカーとして高い技術を持つ国顕光電以外のメーカーは品質と歩留まりに難があり、特にAppleへの納入を目指していた京東方は品質と歩留まりの向上に努めており、2020年末に京東方は初めて、AppleへiPhone用の小型有機ELディスプレイを納入した。
台湾メーカーでは、友達光電（AU Optronics）が2016年よりウェアラブル・VR向けを量産している。同じく台湾大手パネルメーカーの群創光電（鴻海の傘下）も有機ELパネルを開発していたが、ミニLEDディスプレイの試作に成功したため、2018年に有機ELの開発中止を表明した。
日本のメーカーでは、シャープ（鴻海の傘下）が2018年6月に有機ELパネルの量産を開始し、2018年10月に日本製有機ELパネルを搭載した初のスマホである「AQUOS zero」を発売した。またJOLEDは、有機ELパネルの量産技術として多くのメーカーで採用されている「蒸着方式」よりもコスト的に有利な「印刷方式」の技術を持つという強みを生かし、2020年の大規模量産を目指して開発を進め、2019年11月25日、印刷方式の有機ELディスプレイ量産ライン（10-32インチ）を稼働させた。

### 歴史
1997年、東北パイオニアが、カーオーディオの画面用途としてPM-OLEDのモノクロディスプレイを発売、世界初の有機ELの実用化に成功。
1999年、有機ELの基本特許を持つイーストマン・コダック社と三洋電機がAM-OLEDの開発に成功。
2001年、ブラウン管に代わる次世代ディスプレイとしての有機ELディスプレイを開発するため、コダックと三洋との合弁会社として、エスケイ・ディスプレイ（英: SK Display）が日本で創業。同年、韓国のサムスンSDIと日本電気が携帯電話向け有機ELディスプレイを開発するため、合弁会社のサムスン‐NECモバイルディスプレイを韓国に設立。同年5月1日、FOMA試験サービス用に有機ELカラーディスプレイを搭載したN2001の貸与が開始され、同年10月1日にはFOMAサービス開始に合わせてN2001が発売された。
2002年、サムスンSDI、小型有機ELパネルの量産を開始。
2003年、エスケイ・ディスプレイが世界初のフルカラー有機ELディスプレイの量産に成功。
2004年、ソニーが自社のクリエPDA向けとして、小型AM-OLEDパネルの量産に成功。同年、サムスンがNECとの合弁を解消し、NECの有機EL特許と合弁会社の全株式を買収。
2005年、エスケイ・ディスプレイが液晶との市場競争に勝つことができず、解散。同社の特許はコダックへ。経営再建中であった三洋はそのまま有機ELから撤退。
2007年12月、薄型テレビ用途としてはソニーが世界初の11型有機ELテレビ「XEL-1」を発売した。
2008年ごろから日本では携帯電話やMP3音楽プレーヤーなどの携帯機器やカーオーディオの画面に、小型の有機ELディスプレイが使用され始めるようになる。しかし当時は液晶パネルが急激に低廉化していたため、日本のどのメーカーも有機ELパネルの事業化に持ち込むことができず、採算が取れなかった。
2009年になると世界的な景気後退を背景として、日本では有機EL・FED・SEDと言った、生産過程での歩留まりの悪い次世代ディスプレー量産の延期や中止を発表するメーカーが相次いだ。当時は日本では有機ELが事業化できるとは思われていなかった。
2009年、サムスンがGalaxyのディスプレイ用途として有機ELを採用。大量生産した有機ELパネルを自社のスマートフォンやタブレットに搭載する形で、有機EL市場そのものを拡大する。電子デバイス産業新聞では、「サムスンがほぼ1社で有機EL市場を創出した」としている。同年、LGがコダックの有機EL事業を買収。
2010年、ソニーはトレンドである大型化・低価格化への対応が困難であった事から、有機ELディスプレイの国内市場からの撤退を表明。放送・業務用モニターに限って有機EL事業の展開が継続される。そのため、2011年に発売されたPlayStation Vitaでは有機ELパネルをサムスンから供給を受けた。
2011年、官民ファンドの産業革新機構の仲介により、東芝とソニーの中小型液晶パネル製造子会社が統合しジャパンディスプレイ(JDI)が設立されるなど、日本国内のディスプレイ事業が再編された。しかし、JDIは液晶部門が好調であったため有機EL事業には消極的で、この時点では日本メーカーにおける有機EL事業は各家電メーカーごとの試作段階に留まった。
2012年6月、ソニーとパナソニックは有機EL事業で提携すべく共同開発で合意を行ったが、2013年12月には提携を解除。2014年5月、2社は有機EL事業の単独での継続を諦め、JDIに有機EL事業を売却する方向で調整を行った。最終的に、2014年8月1日に産業革新機構を中心に統合再編を行うことで合意、2015年1月5日にシャープ以外の全ての日本の家電メーカーの有機EL事業を統合したJOLEDが設立された。
2013年、LGとサムスンは、初の大型有機ELテレビ（55インチフルHD）の販売を開始したが、サムスンは大型パネルの量産に失敗し、大型テレビは液晶で行く方針を固めた。一方、LGはテレビ用大型パネルの量産に成功。しかし、当初のパネルの歩留まりは極めて悪かった。
2014年9月、AppleがApple Watchで有機ELディスプレイを採用。パネルはLGから供給を受けた。
2016年にはLGのパネルが第2世代となり、歩留まりが85%を超えるなどパネルの生産能力が跳ね上がったため、LGからパネルの供給を受ける形でフィリップスやレーベなど世界のテレビメーカーが有機ELテレビに続々と参入。2017年1月に行われたCESの時点で有機ELテレビに参入していない大手メーカーは、サムスンやハイセンスなどごくわずかになった。
2016年10月、AppleがMacBook Proのタッチバーで有機ELディスプレイを採用。パネルはサムスンから供給を受けた。
2016年11月、有機ELパネルの開発に苦戦するJDIは、「有機ELから液晶へのシフト」を打ち出した。
2017年1月、ソニー・東芝・パナソニックが、「他社」からのパネルの供給を受けて有機ELテレビに再参入。なお、2017年時点で大型有機ELパネルの量産に成功しているメーカーはLGしかない。
2017年9月、AppleがiPhone XでiPhone史上初めて有機ELディスプレイを採用。パネルはサムスンから供給を受けた。
2017年12月、JOLEDが4K有機ELディスプレイの製品出荷を開始。「印刷方式」による4K有機ELディスプレイの世界初の製品化となった。
2019年11月、JOLEDが印刷方式の有機ELディスプレイ量産ラインを稼働した。
2020年春、シャープが有機ELテレビに参入。パネルはLGから供給を受ける。
2022年、サムスンはLGに次いで世界で2番目に、大型有機ELディスプレイの量産に成功した。

### 特許・権利等移動動向
有機ELの基本特許は、有機ELを発明した米イーストマン・コダック社と、有機ELの燐光材料を開発した米ユニバーサル・ディスプレイ・コーポレーション（UDC）社が握っており、有機ELディスプレイに関しても例外ではない。しかし有機ELの発明から20年を経て、初期の特許が満了したコダックは有機ELディスプレイの開発から撤退し、有機EL照明の開発にシフトしたため、利用権譲渡が行われていった。
「ダウケミカルの有機材料や、3MとNECのレーザー転写にかかわる、それぞれの技術および知的財産権の一部」はサムスングループへ、「コダックの技術および知的財産の利用権」は2010年にLGグループへ利用権が譲渡された。
2009年6月には、LGはUDCと共同開発を行う出光興産との戦略的提携で、出光から高性能有機EL材料の提供とデバイス構成の提案を受け入れられるようになった。
2011年7月には、東京工業大学と科学技術振興機構が保持するIGZO薄膜半導体（酸化物半導体）の特許について、サムスンがライセンス取得している。
2013年4月には、サムスンがアメリカに設立した子会社「IKT」が、セイコーエプソンが保有する有機EL特許の一部を買収した。

## 有機EL照明

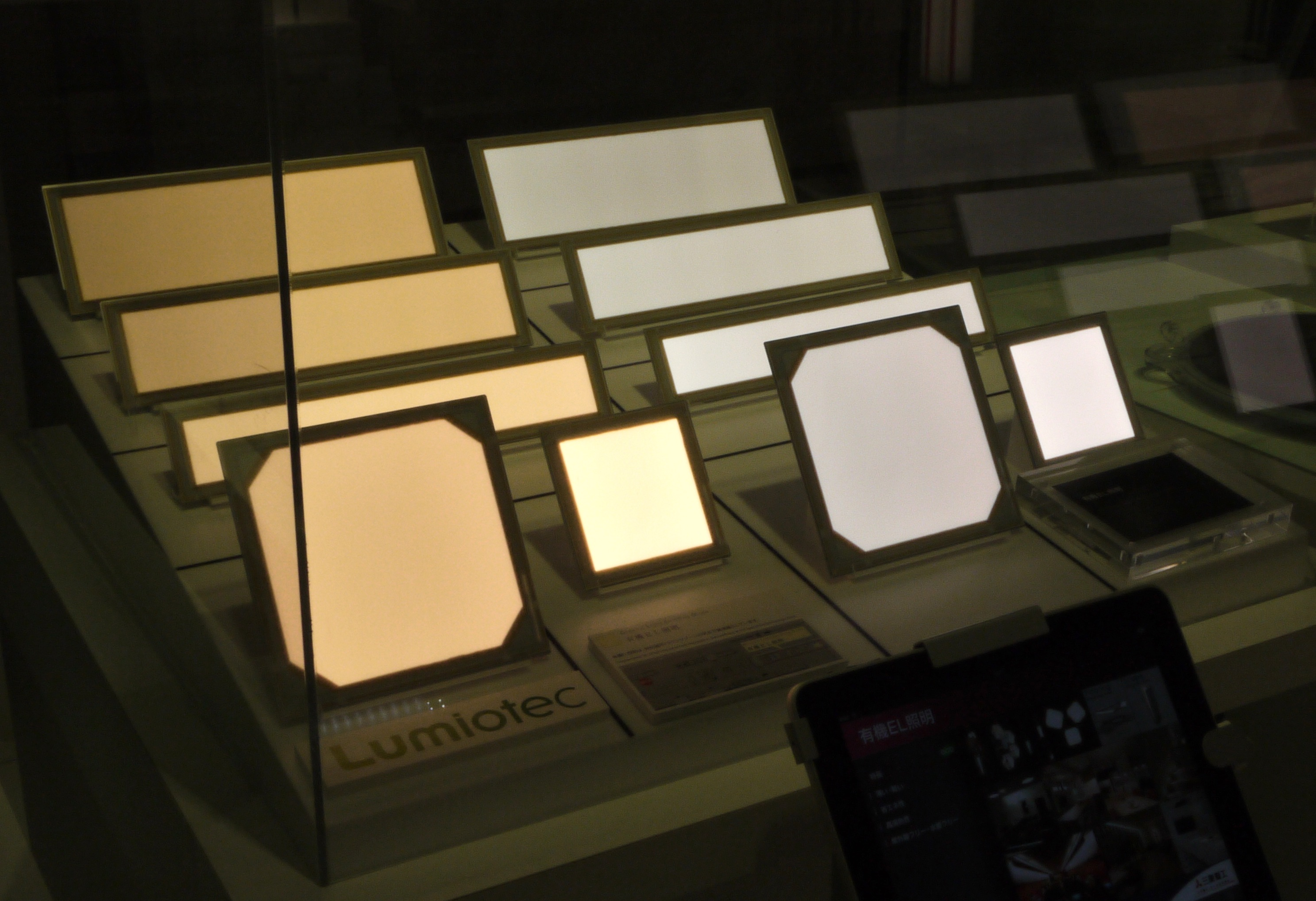
有機EL照明（ルミオテック社）
(2012年11月)

有機ELによる照明機器への応用可能性は2008年6月にUniversal Dispay Corp.（UDC社）が発表した102lm/Wという高発光効率以降、大きな進展を見せている。従来、発光効率の高い材料は構造が不安定で寿命が短く特に青色の発光では良い物がなかったが発光効率と寿命の点では大きな課題はなくなり2009年の内には最初の製品が登場する。2012年には東急電鉄自由が丘駅の照明の一部に有機EL照明が導入されている（日本国内の鉄道駅としては初の実用設置）。また、白色有機ELを開発するなど有機ELの研究で有名な山形大学を有する山形県では、県内の様々な施設において有機EL照明を積極的に導入している。
有機EL照明はすでに製品化が始まっているLED照明の後を追うように開発競争と実用化への目処が進んでおり、特にLED照明では不可能な「面発光」や「形状に制約がない」「透明である」点ではLED照明がほとんど点発光であるために小型化には向いても発熱という制約や光の拡散に工夫が求められる点と対照を成しており、今後住み分けが進むかさらにLEDを超えて普及する可能性があると考えられている。
現在有機ELの主流であるガラス基板に代わりプラスチックフィルムなどの基板を使うことにより、フレキシブルに曲げることも可能である。将来、柔軟な素材に印刷することも検討されている。
2008年時点では1,000cd/m2の輝度が当面の製品化目標として設定されており、これはテレビ画面の2倍程度であるため単独での照明機器としては不十分である。しかし面発光・透明であり1mm以下と元々薄いため、透明な大きな板を壁面に立てかけるだけの形状や必要なら何枚でも重ねることで面積当りの輝度は高められるので問題とはならないとする意見もある。日本のルミオテック社では今後、板を積層することで蛍光灯と同水準の5,000cd/m2の輝度を持つ製品を生み出す計画である。コストも2008年時点での白色LED照明と同じ4円/lm前後での目処はついており、2015年には1円/lmにできるという予測もある。
現在抱える技術的な問題は光の取り出し効率が25%程度と低い点と発光板の位置によって温度ムラや電流ムラがあり、これによって輝度ムラが生じてしまう点、そしてディスプレイ分野で他に代替材がない希少資源のインジウム（透明導電膜のITOとして使用される）を大量に消費するためインジウムの枯渇原因として危惧される事である。発光効率の問題に絡み蛍光材料ではなくリン光材料を使うことも模索されている。
すでに将来の窓ガラスへの応用を考慮して、裏面（室外）に光が漏れないような1方向に光を透過させる技術の開発も行なわれている。
有機EL開発を進めている会社には判っているだけで米GE社、パナソニック電工、コニカミノルタ、カネカ、独OSRAM社、独Novaled AG社、ルミオテック社があり調査会社の富士経済は2011年の日本国内での有機EL照明の市場規模は100億円を超え世界市場では2015年に5,000億円以上、2020年には1.4兆円になると予測している。

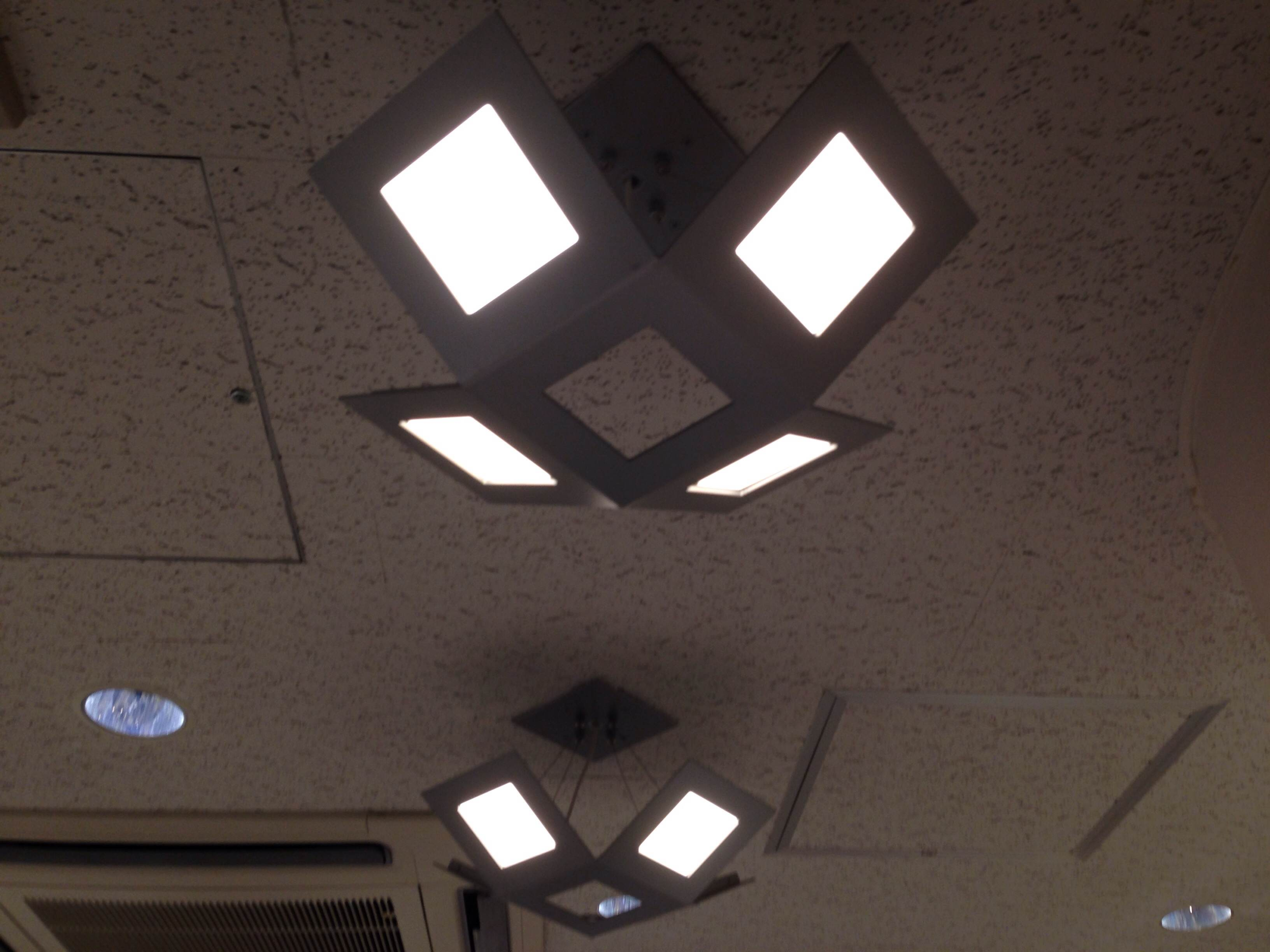
自由が丘駅の定期券売り場に設置された有機EL照明（パナソニック社） (2013年12月)
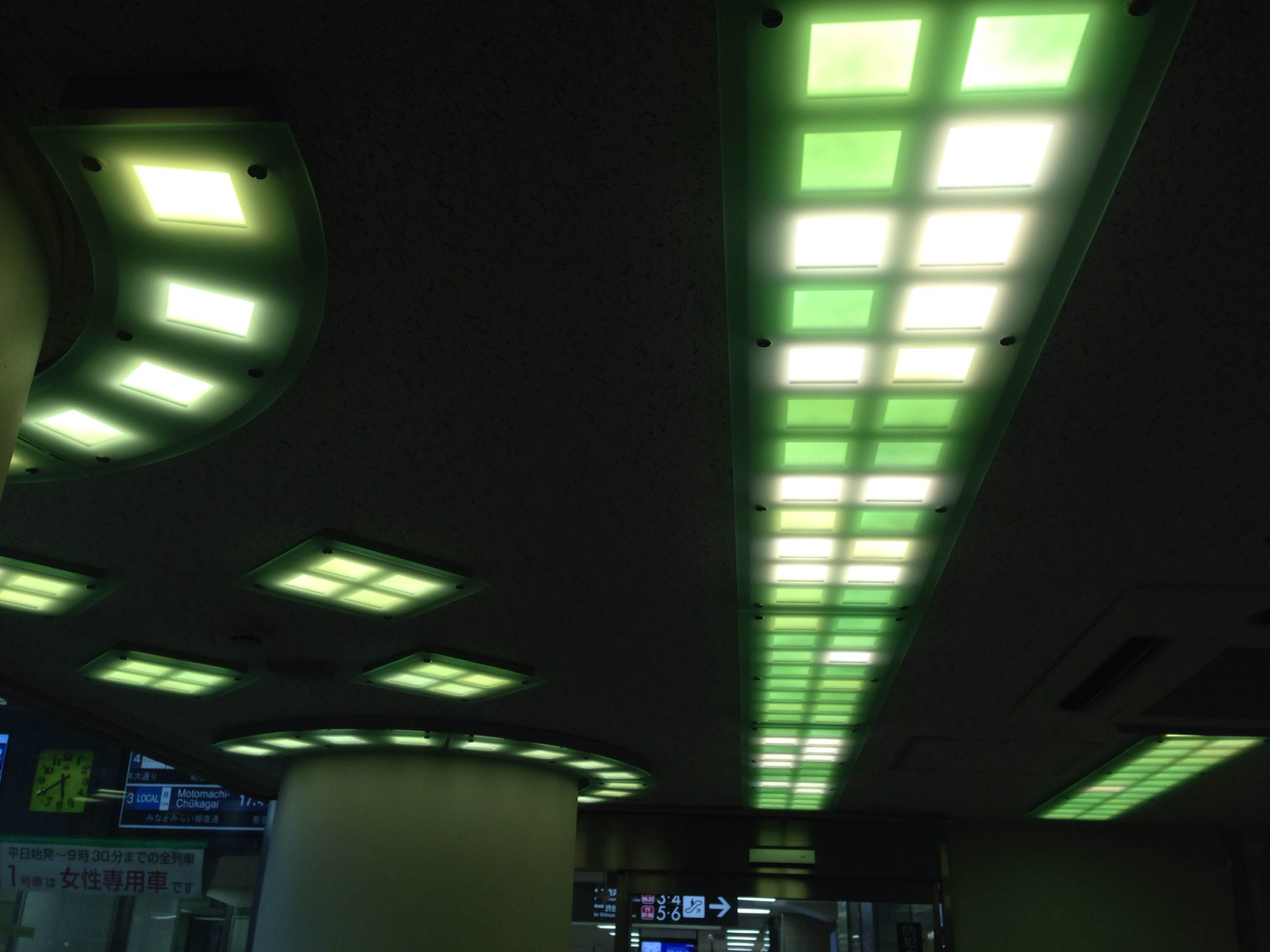
同駅の正面口改札窓口に設置された有機EL照明（パナソニック社） (2013年12月)
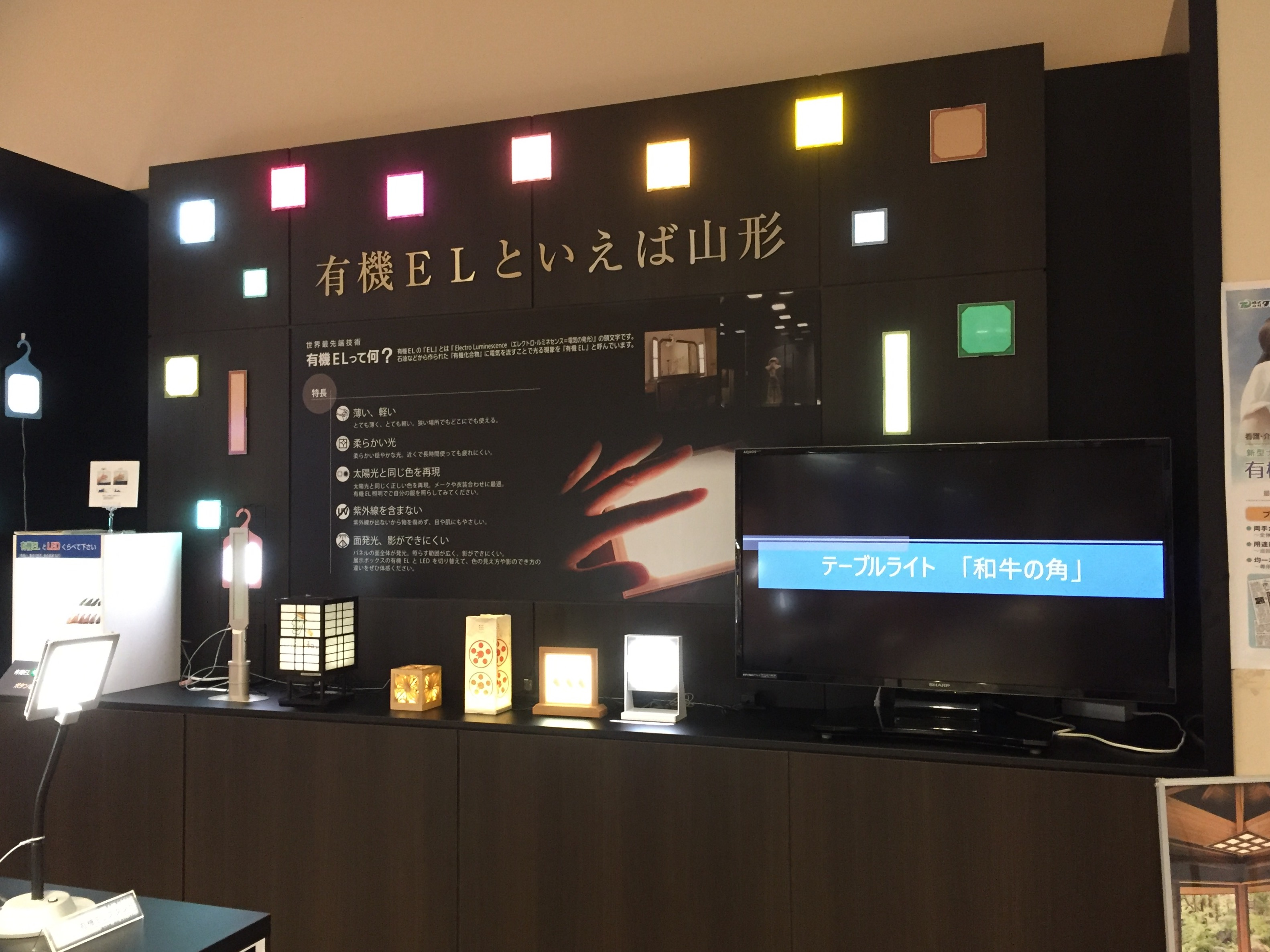
山形市・霞城セントラル1Fのやまがた観光情報センター内に設置された有機EL展示販売窓口「Organic LED YAMAGATA（有機ELプラザ）」 (2017年8月)

## 有機半導体レーザー
近年では無機半導体と比較して高い分子設計自由度を特徴とする有機半導体の特徴を利用したレーザーの研究が進められ、2000年7月にベル研究所で発振に成功したと伝えられたが、これは後に捏造であると判明した。その後も他の研究機関や大学で研究は継続され、徐々に成果が出つつある
有機半導体レーザーは既に実用化されている無機半導体レーザーと比較して材料の種類が多様で合成技術によって多様な発光色が期待できる反面、高抵抗なので従来のダイオード型のレーザーを発振させるために電流を多く流そうとすれば発熱して機能しにくくなることから、ダイオードと比べて抵抗が低く、電流を多く流すことができるトランジスタ構造が検討されている。